# Chloranthelia denticulata
Chloranthelia denticulata är en bladmossart som först beskrevs av Franz Stephani, och fick sitt nu gällande namn av Rudolf Mathias Schuster. Chloranthelia denticulata ingår i släktet Chloranthelia och familjen Lepidoziaceae.
Artens utbredningsområde är Nya Kaledonien. Inga underarter finns listade i Catalogue of Life.